# Civiltà del Fiume Giallo

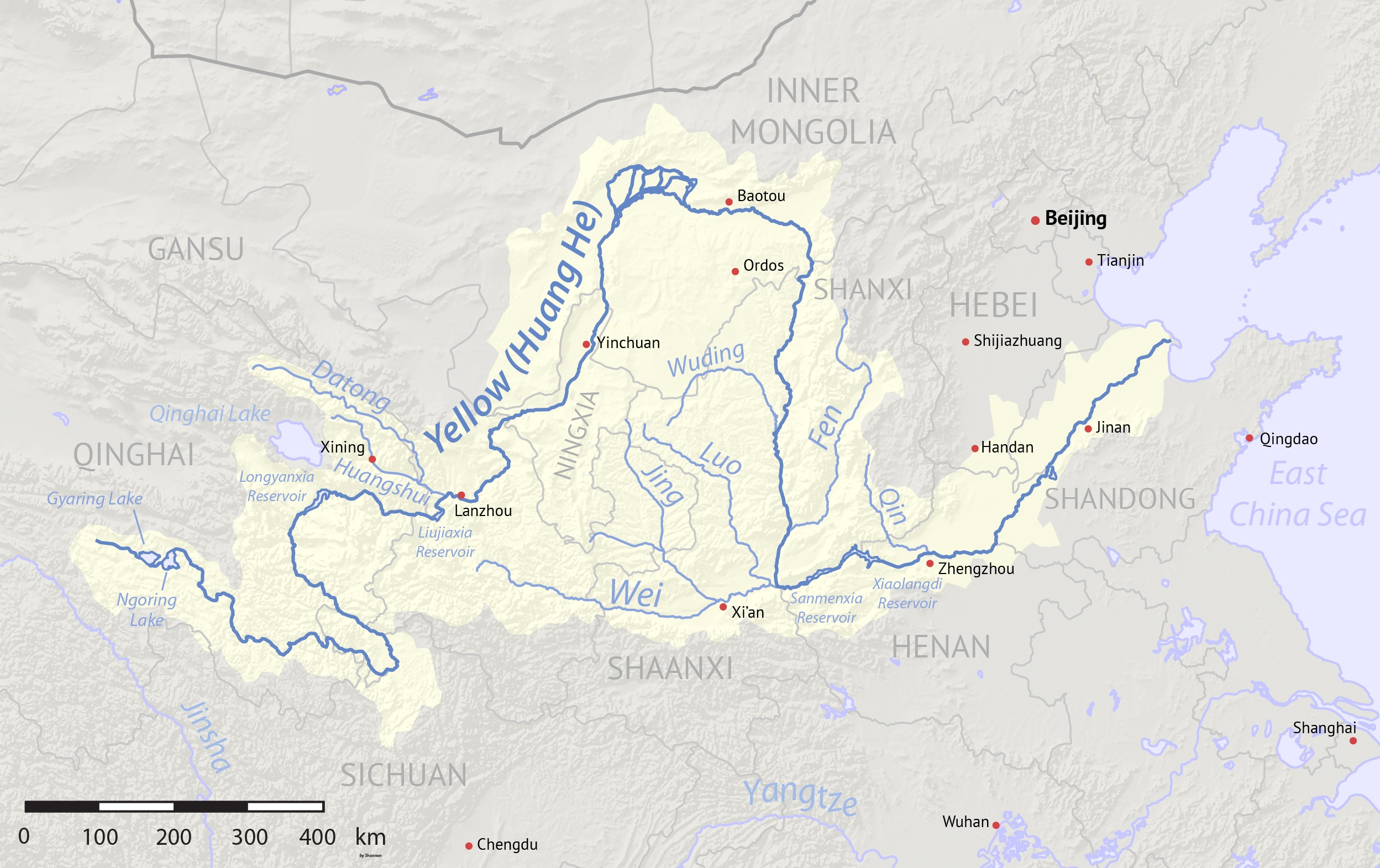
Bacino del Fiume Giallo

La civiltà del Fiume Giallo, civiltà Huanghe o civiltà della valle del Huanghe (Cinese: 黃河文明), civiltà Hwan‐huou è un'antica civiltà cinese che prosperò nella parte centrale e inferiore del fiume Giallo. L'agricoltura è iniziata nella pianura alluvionale del Fiume Giallo e grazie al controllo delle inondazioni e all'irrigazione del Fiume Giallo, le città si sono sviluppate e il potere politico ha trovato rinforzo. Uno delle "quattro grandi civiltà del mondo antico", è spesso inclusa nei libri di testo di storia dell'Asia orientale, ma l'idea di includere solo la civiltà del Fiume Giallo come una delle quattro maggiori civiltà antiche è diventata obsoleta a causa della scoperta di altre culture antiche in Cina, come le civiltà dello Yangtze e del Liao. L'area vide le culture Yangshao e Longshan dell'era neolitica e si sviluppò nella cultura della lavorazione del bronzo delle dinastie Shang e Zhou.

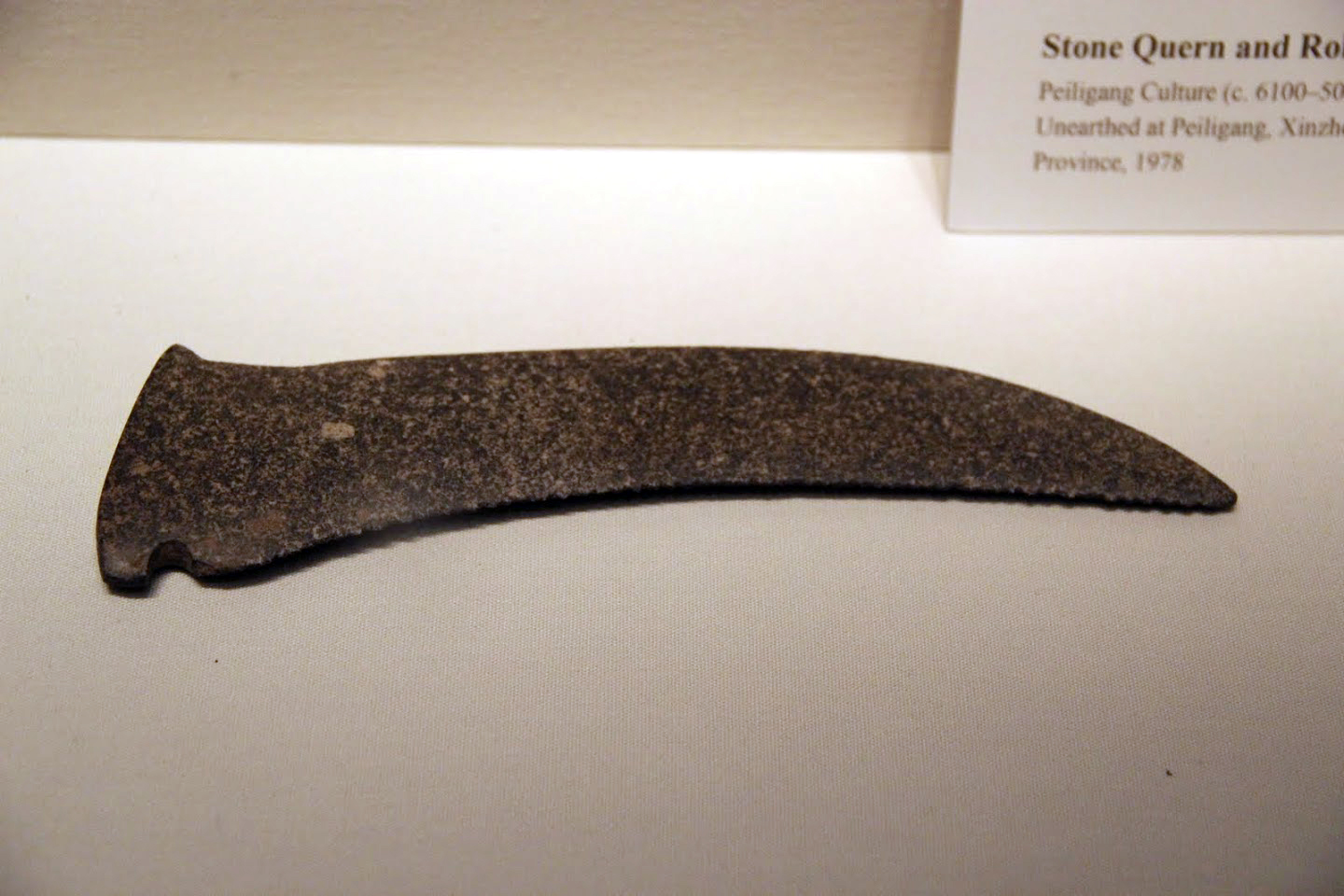
Falcetto di pietra, cultura Peiligang (7000–5000 a.C.)

## Culture
- Nanzhuangtou (varie datazioni per l'inizio e la fine, tra il 10600 a.C. e il 7500 a.C.)
- Cultura di Peiligang (7000 a.C. - 5000 a.C)[2]
- Cultura Cishan (6500 a.C. – 5000 a.C.)
- Cultura Dadiwan (6000 a.C. – 5000 a.C.)
- Cultura Beixin (6000 a.C. – 5000 a.C.)
- Cultura Yangshao (5000 a.C. – 3000 a.C.)
- Cultura Dawenkou (4300 a.C. – 2400 a.C.)
- Cultura di Longshan (3000 a.C. – 1900 a.C.)
- Cultura di Shimao (2300 a.C. - 1800 a.C.)
- Cultura di Erlitou (2000 a.C. – 1600 a.C.)
  - Civiltà dello Yangtze
  - Civiltà Liao
  - Preistoria della Cina